# 15cm K 16

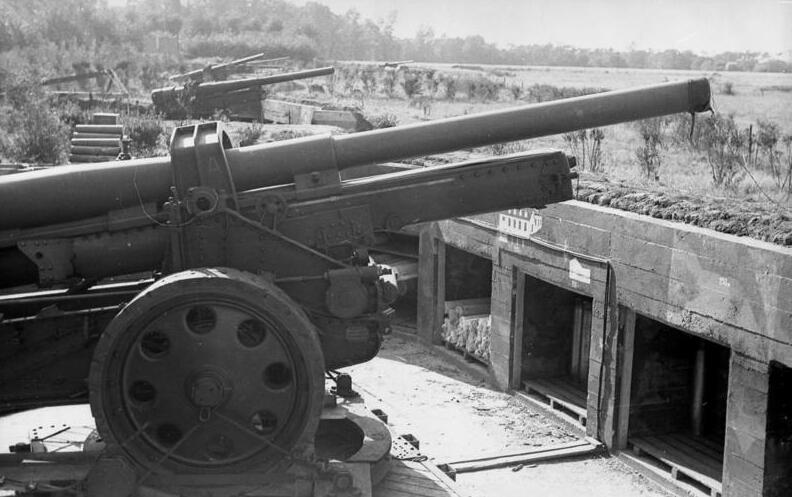
15 cm K 16

15 cm K 16（15 cm Kanone 16）とは、1916年にドイツ帝国が制式採用した口径150mmのカノン砲である。

## 概要
開発当時、ドイツ陸軍の長距離砲は沿岸砲や艦載砲を転用した急造品が大半を占めていた。このため、より高性能で扱いやすい火砲が求められ、ドイツ参謀本部の要請によりラインメタル社とクルップ社で開発が行われた。2社で個別に開発されたものの、完成した砲はほとんど同等であり、結局双方ともにK 16として採用された。前線からの需要が大きくどちらも生産が行われたが、生産数はクルップ社の方が多い。
長距離の対抗砲撃や阻止砲撃が可能な軍団級火砲として設計されており、砲架と比べて非常に砲身が長い。その他の設計は非常にオーソドックスで、単純な箱型砲脚と大型の防盾、太いスポークの車輪を備えていた。重野戦砲として相応に重量があったため、輸送時は2分割する必要があった。
第一次世界大戦で使用され、連合軍に非常に恐れられた。22キロに及ぶ長い射程により、戦線後方の砲兵陣地や鉄道分岐点などの重要箇所を砲撃することが可能であり、連合軍では列車砲や固定砲などの巨大で鈍重な火砲でしか対抗することができなかった。
第一次世界大戦終結後、残存砲は戦争賠償として各国（最大受領国はベルギー）に引き渡されたが、ドイツでも訓練用として少数の保有が許された。第二次世界大戦では、ドイツ軍が自軍の砲をポーランド侵攻など初期の戦闘で使用したほか、1940年の西方電撃戦においてベルギー全土を占領した際、残されていたベルギー軍のK 16を再び接収し、15 cm K 429(b)として使用した。
また、一部のK 16は砲身を21cm Mrs 18の砲架および足周りと組み合わせ、K16 Mrs lafとして終戦まで使用している。

## スペック

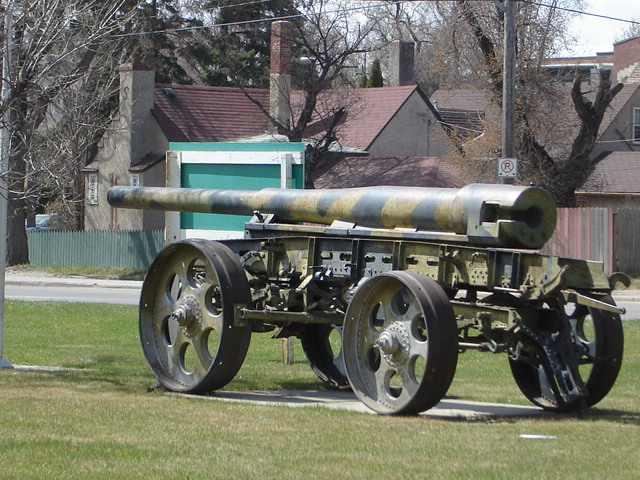
輸送状態の15 cm K 16
カナダ、サスカチュワン州サスカトゥーン市の中央工業地区（Central Industrial）に展示されているもの

- 口径：149.3 mm[3]
- 重量：10,870 kg（戦闘重量）[3]
- 砲身長：6,410 mm（43口径）[3]
- 仰俯角：-3°~+42°[3]
- 射角：8°[3]
- 発射速度：3発/分[3]
- 射程：22,000 m[3]
- 初速：757 ｍ/秒[3]